# Наике Ривели
Наике Ривели (итал. Naike Rivelli) је италијанска глумица, рођена 10. октобра 1974. године, у Минхену. Ћерка је италијанске глумице Орнеле Мути и шпанског продуцента Хосеа Лујза Бермудеза де Кастра.